# Walerian Nikolajewitsch Ligin

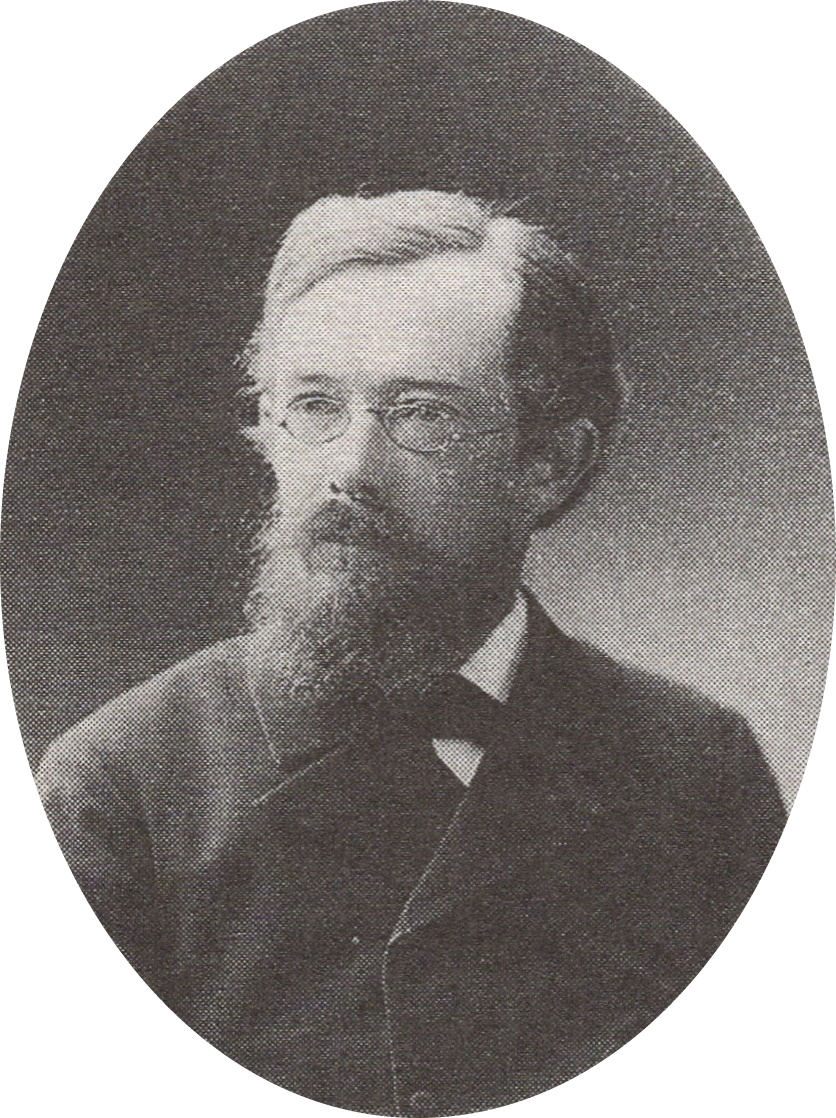
Walerian Nikolajewitsch Ligin (Fotoalbum zum 70. Geburtstag von Karl Weierstraß, 1885)

Walerian Nikolajewitsch Ligin (russisch Валериан Николаевич Лигин; * 14. Julijul. / 26. Juli 1846greg. in St. Petersburg; † 25. Dezember 1899jul. / 6. Januar 1900greg. in Hyères) war ein russischer Mathematiker, Hochschullehrer und Stadthaupt von Odessa.

## Leben
Ligin war der uneheliche Sohn des Fräuleins Koslowa der Kaiserin Alexandra Fjodorowna und des Arztes Maximilian Leidesdorf, wie sich Ligins Jugendfreund Sergei Juljewitsch Witte erinnerte. Ligin kam mit seiner Mutter nach Odessa, wo er aufwuchs und zunächst den Namen seiner Mutter trug.
Ligin begann 1864 das Studium am Odessaer Richelieu-Lyzeum. Als 1865 aus dem Lyzeum die Kaiserliche Neurussische Universität entstand, wurde er Student der Physikalisch-Mathematischen Fakultät. Nach dem Studienabschluss 1869 als Kandidat der physikalisch-mathematischen Wissenschaften mit einer Goldmedaille für die Arbeit über die Gravitation eines Ellipsoids wurde er zusammen mit Awraam Andrejewitsch Barsli nach Zürich zum Studium der Praktischen Mechanik an der Eidgenössischen Polytechnischen Schule geschickt.
Nach der Rückkehr verteidigte er 1872 mit Erfolg seine Magister-Dissertation über eine geometrische Theorie der absoluten Bewegung eines invarianten Systems. Einer der Gutachter war Michel Chasles. Darauf wurde Ligin zum Dozenten der Neurussischen Universität am Lehrstuhl für Mathematik gewählt. Nach einer weiteren Auslandsstudienabordnung verteidigte er 1874 an der Kaiserlichen Universität Charkow mit Erfolg seine Dissertation über die Verallgemeinerung einiger geometrischer Eigenschaften von Systembewegungen für die Promotion zum Doktor der physikalisch-mathematischen Wissenschaften. Darauf wurde er zunächst außerplanmäßiger Professor und 1879 ordentlicher Professor der Neurussischen Universität am Lehrstuhl für Theoretische und Praktische Mechanik. Einer seiner Studenten war Dmitri Nikolajewitsch Seiliger.
1878 wurde Ligin zum Staatsrat (5. Rangklasse) und 1887 zum Wirklichen Staatsrat (4. Rangklasse) ernannt. Im Juli 1888 bestätigte der Senat den Beschluss der Chersoner Adelsversammlung zur Eintragung des Wirklichen Staatsrats Ligin, seiner Frau Jelisaweta Jegorowna und ihrer Kinder Walerian, Marija und Sergei in den dritten Teil des Adelsfamilienverzeichnisses.

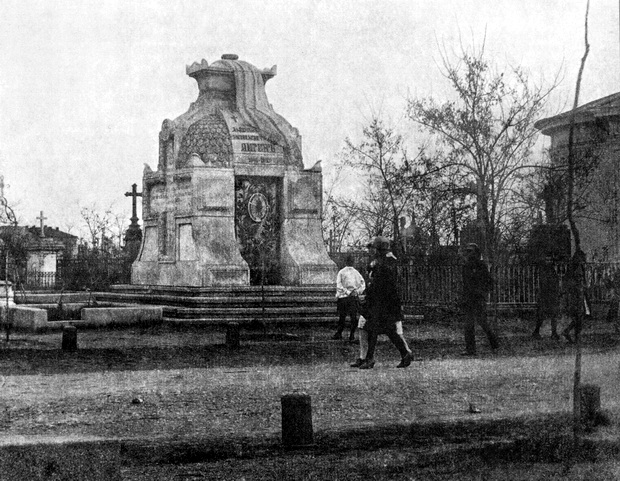
Ligins Grab, Alter Friedhof Odessa

Im Januar 1889 wurde Ligin von der Odessaer Stadtduma zum Odessaer Vizestadthaupt gewählt für den Rest der vierjährigen Amtszeit des ausgeschiedenen Vizestadthaupts Witte. Odessaer Stadthaupt war seit 1878 Grigori Grigorjewitsch Marasli, den nun Ligin während dessen Abwesenheit vertrat. Nach der Odessaer Geschäftsordnung vom März 1889 leitete Ligin die Stadtverwaltungskanzlei und die Abteilung für Volksbildung mit allen untergeordneten Einrichtungen. Dazu gehörten die städtischen und vorstädtischen Schulen, die öffentliche Bibliothek und die städtischen Gärten und Plantagen. Im Dezember 1891 wurde er für eine weitere vierjährige Amtszeit gewählt und wieder im Februar 1893. Unter seiner Leitung wurde die Zahl der Volksschulen fast verdoppelt. Die städtische Mädchenschule wurde in eine Berufsschule umgewandelt. Anlässlich des zehnjährigen Jubiläums der Thronbesteigung Alexanders III. wurden 10 Schulgebäude errichtet. Er ließ ein zweites Mädchengymnasium, eine städtische 6-Klassen-Schule, eine Mädchenschule und eine Gewerbeschule bauen. Als 1895 Marasli aus Gesundheitsgründen sein Amt aufgab, wurde Ligin für den Rest der Amtszeit Maraslis bis zum Dezember 1896 zum Odessaer Stadthaupt gewählt. Anfang 1897 schied er aus dem Amt.
1897 wurde Ligin Kurator des Wissenschaftsbezirks Warschau. 1898 wurde er zum Geheimen Rat (3. Rangklasse) ernannt.
Ligin wurde auf dem Alten Friedhof in Odessa begraben.

## Ehrungen
- Russischer Orden der Heiligen Anna II. Klasse (1884)
- Orden des Heiligen Wladimir III. Klasse (1891)
- Kommandeurskreuz des Ordens der Krone von Italien (1893)
- Stern des Edlen Hauses von Buchara II. Klasse (1893)
- Sankt-Stanislaus-Orden I. Klasse (1896)
- Großoffizierskreuz des Ordens der Krone von Rumänien (1897)
- Orden für zivile Verdienste Bulgariens I. Klasse (1898)